# Dominion: Exorzist – Der Anfang des Bösen
Dominion: Exorzist – Der Anfang des Bösen ist ein US-amerikanischer Horrorfilm aus dem Jahr 2005. Regie führte Paul Schrader. Der Film ist die vierte Fortsetzung von Der Exorzist (1973), aber als Prequel angelegt, zeitlich also vor dem ersten Teil angesiedelt.

## Handlung
Der Film beginnt auf einem Schlachtfeld, auf welchem viele oströmische Söldner tot oder schwer verwundet liegen, zum Teil aufgespießt, zum Teil an umgedrehten Kreuzen kopfüber aufgehängt. Ein einziger Überlebender streift durch die Öde.
Die nächste Szene zeigt einen Markt in Kairo von 1949. Ein unheimlicher Auftraggeber taucht auf, der dem Archäologen Lancaster Merrin die Weisung erteilt, bei einer kürzlich freigelegten byzantinischen Kirche (die Kirche nota bene dürfte nicht existieren, da die Christianisierung des Landes erst später geschah) in der Kolonie Britisch-Ostafrika (heute Kenia) nach Spuren des Dämons Pazuzu zu suchen (der Name des Dämons erscheint erst im Abspann). Der Auftraggeber hat eine Statue bei sich, die in der Region gefunden wurde.
Merrin, der früher Priester war, reist nach Kenia, um vor Ort die Ausgrabungen zu besichtigen. Einst wurde er im Zweiten Weltkrieg von einem deutschen Offizier dazu gezwungen, für einen toten Soldaten 10 Menschen in einem Quartier auszuwählen, die als Blutzoll für den Soldaten erschossen werden sollten. Dies brachte ihn von seinem Priesteramt ab, die Szene verfolgt ihn aber bereits bei seiner Ankunft in Kenia und während des gesamten Films in Alb- und Tagträumen. Als Merrin dort eintrifft, wird er vom britischen Ausgrabungsleiter empfangen, der ihm den aus dem Vatikan entsandten Pater Francis mitgibt, um Merrin zu begleiten.
Ein Einheimischer mit Namen Tchouma, der als Dolmetscher fungiert, fährt die beiden zur Ausgrabungsstelle. Unterwegs kommen sie an einem Friedhof vorbei, wo alle Bewohner eines von der Pest dahingerafften Dorfes liegen. Später im Film stellt sich heraus, dass dies nur Tarnung der Kirche ist, um Neugierige aus dem Gebiet fernzuhalten, denn die Gräber sind leer. Merrin wird misstrauisch, als er offen fragt, wer die Gräber angelegt hat, wenn alle tot waren, und gleichzeitig feststellt, dass die Afrikaner ihre Toten verbrennen statt beerdigen.
Merrin lernt den einheimischen Gastwirt und dessen zwei Söhne James und Joseph sowie die Krankenschwester Sarah Nowak kennen, in die er sich rasch verliebt. Sie und Merrin kommen sich im weiteren Verlauf des Films immer näher. Merrin schenkt Joseph eine Archäologen-Kelle.
Erst ist nur das Dach der Kirche freigelegt. Merrin, Tchouma und Francis steigen an einer Strickleiter hinunter und finden seltsame Darstellungen vor: Christus wurde kopfüber aufgehängt, Engel zeigen mit ihren Speeren zu Boden statt in den Himmel. Dazu hängt ein großes Bild des Erzengels Luzifer vor dem Sturz zur Erde in der Kirche.
Der Dämon Pazuzu ist weiter gegenwärtig: Merrin findet Notizen und Zeichnungen des Dämons, die vom ehemaligen Ausgrabungsleiter Bession angefertigt wurden. Dieser war in der Kirche und verfiel dem Wahnsinn, so dass er ins Sanatorium in Nairobi eingeliefert werden musste. Dies bewirkte, dass die meisten Arbeiter aus Furcht die Arbeit an der Ausgrabung niederlegten. Merrin besucht Bession im Sanatorium und muss beobachten, wie dieser ihn mit Namen anspricht und Fakten aus Merrins Leben aufzählt. Dann begeht Bession vor Merrins Augen Selbstmord. Es taucht wieder die Frage nach dem Dämon auf.
Die Jungen Joseph und James spielen an einem Brunnen und streiten sich wegen der Archäologen-Kelle. Plötzlich tauchen von überall her Hyänen auf und zerfleischen James. Dessen Vater, Francis und Merrin werden Zeuge des Geschehens, können aber nicht mehr eingreifen. Ab diesem Zeitpunkt gilt der Junge Joseph als von einem Dämon besessen. Dazu kommt, dass bei einer Geburt eines Babys im Stamm dieses nur noch tot und von Würmern zerfressen geboren wird. Auch an diesem Ereignis geben die Afrikaner dem Jungen die Schuld.
Merrin entdeckt durch Bessions Zeichnungen unter der Kirche einen geheimen Tempel, der Pazuzu geweiht ist, unter anderem steht dort auch eine riesige Statue des Dämons, zu dessen Füßen Menschenopfer getätigt wurden.
Durch die Vorkommnisse von Pater Francis herbeigeordert rücken britische Truppen um Major Granville ein, um für Ordnung zu sorgen. Die Kirche ist mittlerweile ganz freigelegt, so dass die Soldaten durch die Tür eintreten und dort eine Leiche entdecken, von Raben zerfressen und zur Schau aufgehängt. Granville gibt den Einheimischen die Schuld dafür und erschießt einen Stammesführer. Daraufhin kommt es zum offenen Krieg zwischen den Briten und den Afrikanern.
Als Nowak den Jungen behandelt, stürmen Einheimische in das Zimmer und wollen den Jungen exorzieren. Alle außer Nowak und dem Jungen kommen um, als sich Gegenstände des Zimmers selbständig machen und die Afrikaner tödlich verletzen.
Merrin stellt Francis wegen des Friedhofs zur Rede. Dieser erklärt den Filmprolog: Es habe sich vor 1400 Jahren eine Tragödie zugetragen, denn als eine ausgesandte Armee in die Gegend kam, um nach Spuren des Dämons zu suchen, wurden die Söldner besessen und richteten untereinander ein Blutbad an. Nur einer der Priester entkam, so wurde als Konsequenz vom damaligen oströmischen Kaiser Justinian die Kirche gebaut, um das Böse darunter einzuschließen. Mit der Freilegung des unterirdischen Tempels wurde dieses nun wieder frei. Daraufhin eskaliert der Krieg zwischen den Soldaten und den Afrikanern.
Francis beschließt, aus Angst um den Jungen Joseph, diesen erst in die Kirche zu bringen, da die Afrikaner den Ort fürchten, dann aber, ihn selbst zu exorzieren. Unterdessen ist die Ärztin Nowak verschwunden, Merrin sucht sie und findet sie schließlich in der Kirche. Es stellt sich heraus, dass Nowak von Pazuzu besessen ist, nicht Joseph, wie angenommen. Erst in der Kirche, dann in den Katakomben findet der Showdown mittels eines Exorzismus zwischen Merrin und dem Dämon statt, der zwischenzeitlich Pater Francis ermordet hat. Merrin schafft die Austreibung schließlich auf Kosten des Lebens der besessenen Ärztin. Als Joseph und er sich aus den Katakomben nach oben graben und das Tageslicht erblicken, werden sie Zeuge einer traurigen Szenerie: Alle haben sich umgebracht, sowohl Briten wie Afrikaner.
Der Film endet im Vatikan, wo Merrin wieder auf seinen Auftraggeber stößt, diesem aber nichts vom Dämon erzählt, sondern darauf besteht, mit Pater angesprochen zu werden. Er hat seine Berufung wieder erlangt und marschiert mit dem typischen Priesterkragen ausgestattet zum Petersdom.

## Hintergrund
Regisseur Paul Schrader übernahm das Projekt (Arbeitstitel Exorcist: Dominion) von John Frankenheimer, der wegen Krankheit ausgestiegen war. Die von Schrader abgelieferte Version missfiel den Verantwortlichen bei Morgan Creek Productions, so dass fast der gesamte Film, mit einem neuen Drehbuch (Alexi Hawley) und einem neuen Regisseur (Renny Harlin), aber fast identischer Besetzung, noch einmal neu gedreht wurde. Weil Harlins überarbeitete Version unter dem Titel Exorzist: Der Anfang bei Kritik und Publikum durchfiel, stellte das Produktionsstudio Schrader ein begrenztes Budget zur Fertigstellung seiner ursprünglichen Version zur Verfügung. Diese lief 2005 als Dominion: Prequel to the Exorcist auf Festivals und mit kleiner Kopienanzahl in den Kinos.

## Kritik
William Peter Blatty, sowohl Autor der Romanvorlage und des Drehbuchs zu Der Exorzist als auch Regisseur und Autor von Der Exorzist III, nannte Schraders Film „ansehnlich, stilvoll und elegant“.